# 福島県道65号小野郡山線
福島県道65号小野郡山線（ふくしまけんどう65ごう おのこおりやません）は、福島県田村郡小野町から郡山市に至る県道（主要地方道）である。

## 概要

### 路線データ
- 起点：田村郡小野町小野新町字仲町（福島県道19号船引大越小野線交点）
- 終点：郡山市中町 消防署前交差点（福島県道6号郡山湖南線・福島県道17号郡山停車場線交点）
- 総延長：30.567 km[1]
  - 実延長：26.628km

## 歴史
- 1993年（平成5年）5月11日 - 建設省から、県道飯豊郡山線が小野郡山線として主要地方道に指定される[2]。
- 1994年（平成6年）4月1日 - 福島県によって現在の県道路線が県道認定される[3]。

## 路線状況

### 重用路線
- 国道349号（田村郡小野町飯豊字坂東内前 - 田村郡小野町飯豊字大竹）
- 福島県道40号飯野三春石川線（郡山市中田町柳橋字袖 - 郡山市中田町中津川字町田前）
- 福島県道144号谷田川三春線（郡山市中田町下枝字稗田 - 郡山市中田町下枝字久保）
- 福島県道54号須賀川三春線（郡山市中田町高倉字下ノ沢 - 郡山市中田町高倉字倉屋敷）
- 福島県道73号二本松金屋線（郡山市田村町下行合字根柄巻 - 郡山市田村町下行合字上河原）

### 道路施設

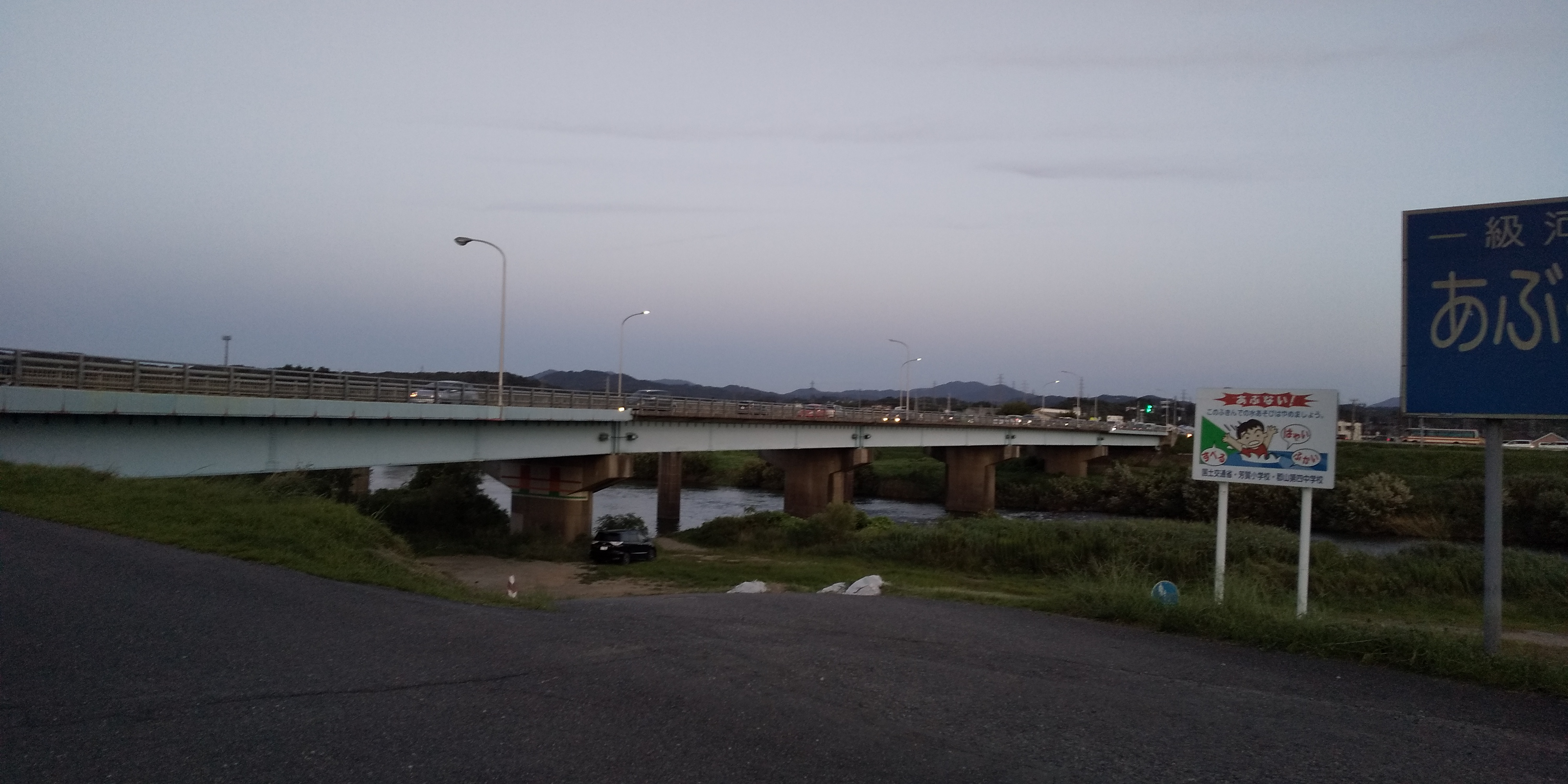
行合橋

谷田川橋
- 全長：106.95m
- 幅員：13.5m
- 竣工：1969年[4]

郡山市田村町下行合字上河原から水門町に至り、一級水系阿武隈川水系大滝根川支流の谷田川を渡る。
行合橋
東橋

## 地理

### 通過する自治体
- 福島県
  - 田村郡小野町
  - 郡山市

### 交差する道路
- 小野町内

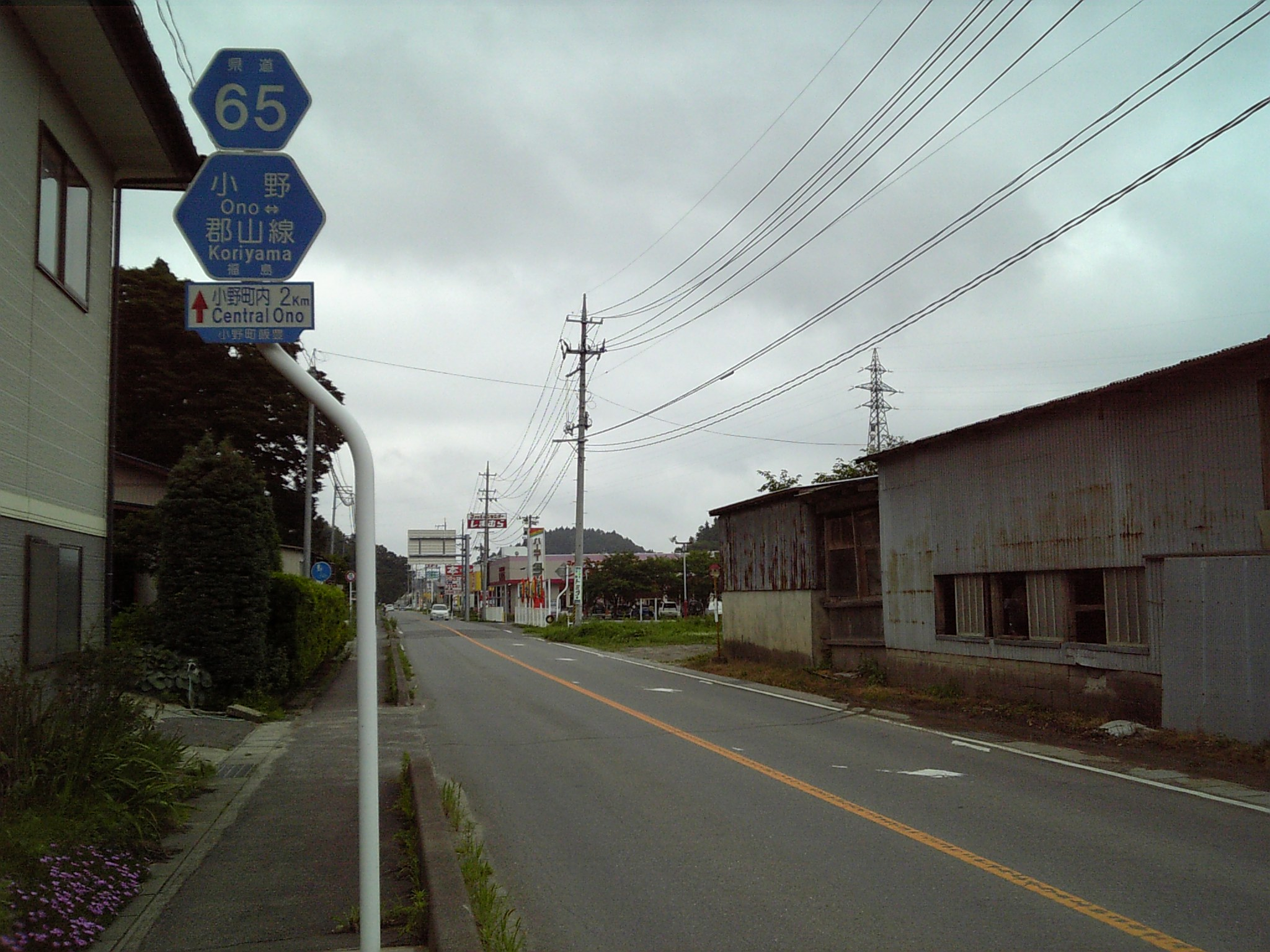
小野町の国道349号交点付近にて（2008年7月）

  - 福島県道19号船引大越小野線（福島県道66号小名浜小野線重用区間）（小野新町字仲町 起点）
  - 国道349号 水戸市方面（飯豊字坂東内前）
  - 福島県道36号小野富岡線（飯豊字荒屋敷）
  - 国道349号 伊達市方面（飯豊字大竹）
- 郡山市内
  - 福島県道40号飯野三春石川線 福島市方面（中田町柳橋字袖）
  - 福島県道40号飯野三春石川線 石川町方面（中田町中津川字町田前）
  - 福島県道144号谷田川三春線 三春町方面（中田町下枝字稗田）
  - 福島県道144号谷田川三春線 田村町谷田川方面（中田町下枝字久保）
  - 福島県道54号須賀川三春線 三春町方面（中田町高倉字下ノ沢）
  - 福島県道54号須賀川三春線 須賀川市方面（中田町高倉字倉屋敷）
  - 福島県道73号二本松金屋線 田村町金屋方面（田村町下行合字根柄巻）
  - 福島県道73号二本松金屋線 二本松市方面（福島県道297号斎藤下行合線重用区間）（田村町下行合字上河原）
  - 福島県道355号須賀川二本松線中央通り（中町）
  - 福島県道6号郡山湖南線・福島県道17号郡山停車場線昭和通り（中町（消防署前交差点） 終点）

### 沿線にある施設など
- 小野町役場
- 小野町地方総合病院
- 田村警察署小野分庁舎
- おのタウン・コムコム - ヨークベニマル小野プラザ店、ダイユーエイト小野店、ツルハドラッグ小野店を核とするショッピングセンター
- 田村飯豊郵便局
- 柳橋郵便局
- 郡山市立御館小学校
- 郡山市立御館小学校下枝分校
- 下枝簡易郵便局
- 福島県立あぶくま支援学校
- イオンタウン郡山
- ハローワーク郡山
- JR東日本・郡山駅東口
- 郡山中町郵便局